# M114 155毫米榴弹炮
M114 155毫米榴弹炮（英語：114 155mm howitzer）是1942年投产的美国陆军军属炮兵火力装备。1970年代被39倍径的M198 155毫米榴弹炮取代。

## 开发

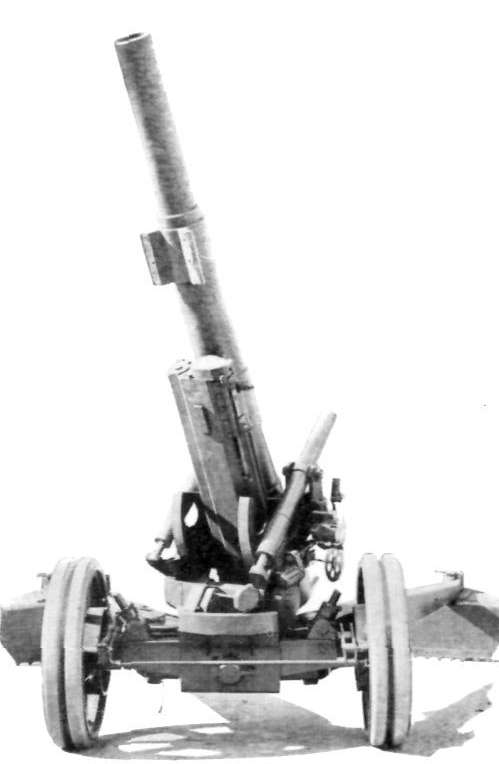
155毫米 M1920 榴弹炮

第一次世界大战结束后，成立了后被称做“韦斯特维尔特委员会”，旨在评估参战国的炮兵经验，并为美国陆军炮兵制定未来方向。委员会针对军级（重型野战）炮兵的结论是：理想的重型榴弹炮应具有至少16,000码（15公里）射程，并允许65° 的仰角（与已有的许可制造法国施耐德1917式155毫米榴弹炮的M-1918 155毫米榴弹炮射程11.5公里、仰角42°20'不同）。委员会还建议新型155毫米榴弹炮和新型4.7英寸（120毫米）火炮共用炮架，即使这会损害两种火炮的设计性能。
根据这一要求而产生的M1920炮架是带有气动平衡器的开脚式大架，允许总水平射角60° 。不幸的是，它在射击测试中“由于顶部炮架的持续故障而带来了相当大的麻烦”。1923-1925年，修改了设计，加强了顶部炮架，结果标准化为M1925。然而，它从未用钢建造，在对木制模型进行评估后，该项目被放弃。相反，在接下来的几年里开发并制造了两辆新炮架，分别命名为T1和T1E1。它们都具有相同的弹道（甚至可能相同的炮体），最大射程为16,390码（14.99公里），并在1930年代初接受测试。到1934年，美国陆军担心滑动轴承和实心橡胶轮胎无法满足日益增长的高速牵引要求。
1939年研发重新开始，到1941年春，第一个样炮已准备好进行试射，并在通过测试后立即于1941年5月15日定型化为使用M1式炮架的M1式榴弹炮。该榴弹炮本身与旧型号的不同之处在于加长了20倍徑砲管和新的后膛机构。独一无二的是，它是1920年后美国入役的唯一“慢锥”（slow cone）断续螺栓机构。这意味着需要两个单独的运动来打开后膛，而“陡锥”（steep cone）机构的单个运动则同时旋转并缩回后膛。
1962年，M1A1被重新命名为M114。1940-1970年代装备美军步兵师炮兵和集团军炮兵旅，每师1个榴弹炮营18门。1970年代末被39倍径的M198式155毫米牵引榴弹炮取代。

## 炮架型号
该车架也被M1_4.5英寸加农炮使用。随着时间的推移，它经历了一些细微的变化。原型使用的Warner电制动器被M1A1使用的西屋空气制动器取代。M1和M1A1炮架都使用了通过棘轮机构延伸的中轴发射基座。M1A2用螺旋千斤顶系统取代了棘轮，并修改了行军锁止装置。 M1A1E1炮架原本打算在丛林和泥泞地形中使用，并用自由轮履带式悬架取代了M1A1的车轮，但该项目在第二次世界大战对日战争胜利纪念日后终止，未投入生产。使用低级合金钢T-9和T-10炮架项目因不再需要而被取消。1945年7月开始的T-16是一种使用高级钢材的可以减重的轻型炮架，战后继续进行，但似乎没有取得任何成果。
1960年代中期的型号是155毫米XM123和M123A1辅助推进榴弹炮。XM123由美国机器和铸造厂生产，配备两台联合柴油机公司生产的20马力风冷发动机，驾驶员座椅、方向盘和引导轮位于左侧大架上，使其在脱离驻锄时能够更快地就位。而XM123A1提供单个20马力发动机和电动转向。每次发射后，左侧大架上的额外重量都会使榴弹炮移位，需要重新复位，因此该项目被放弃。这一概念抄袭自1954年开发并供空降部队使用的苏联 85毫米SD-44辅助推进反坦克炮。

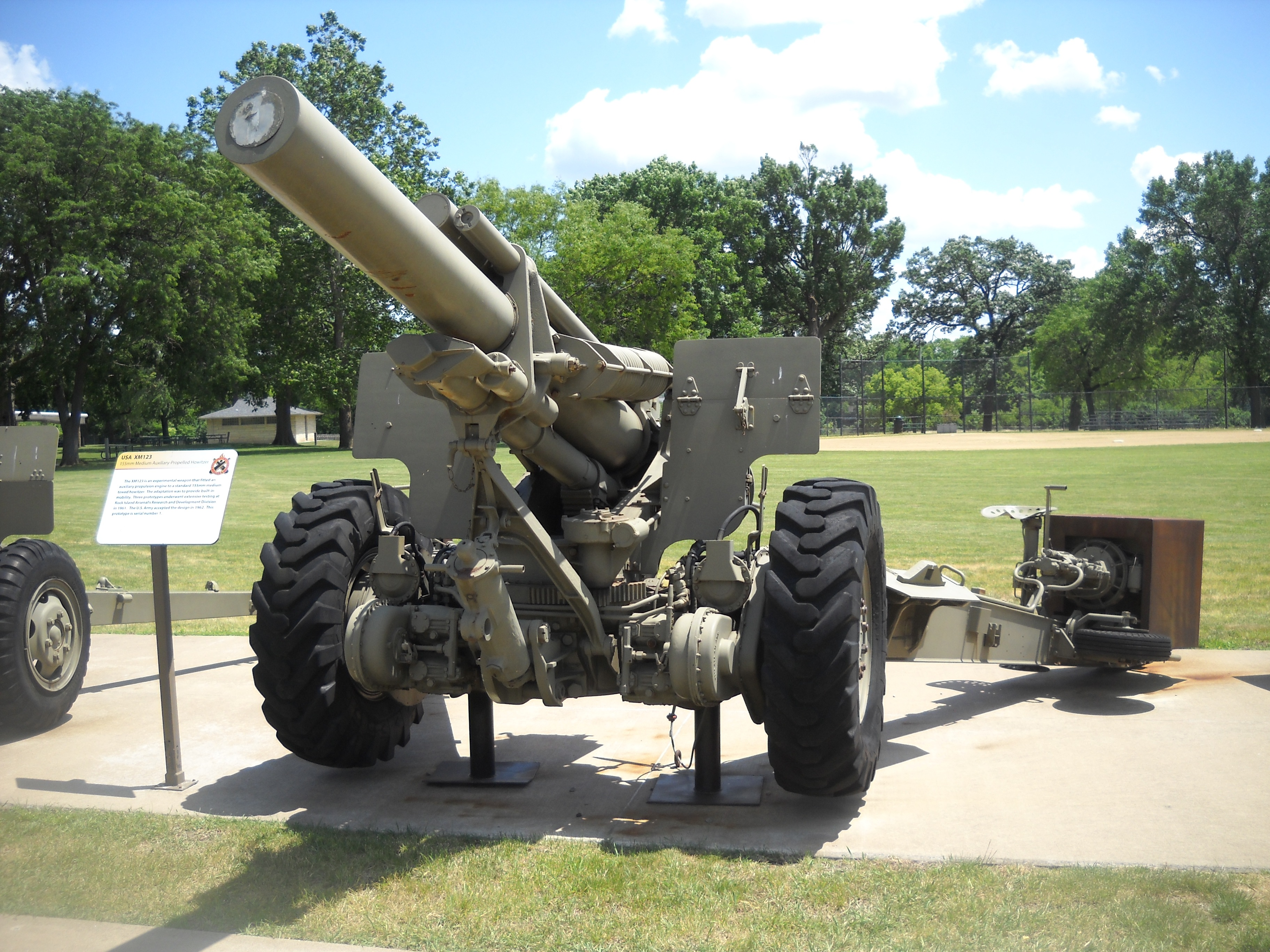
岩石岛兵工厂博物馆的中型辅助推进的XM123型155毫米榴弹炮的前视图。

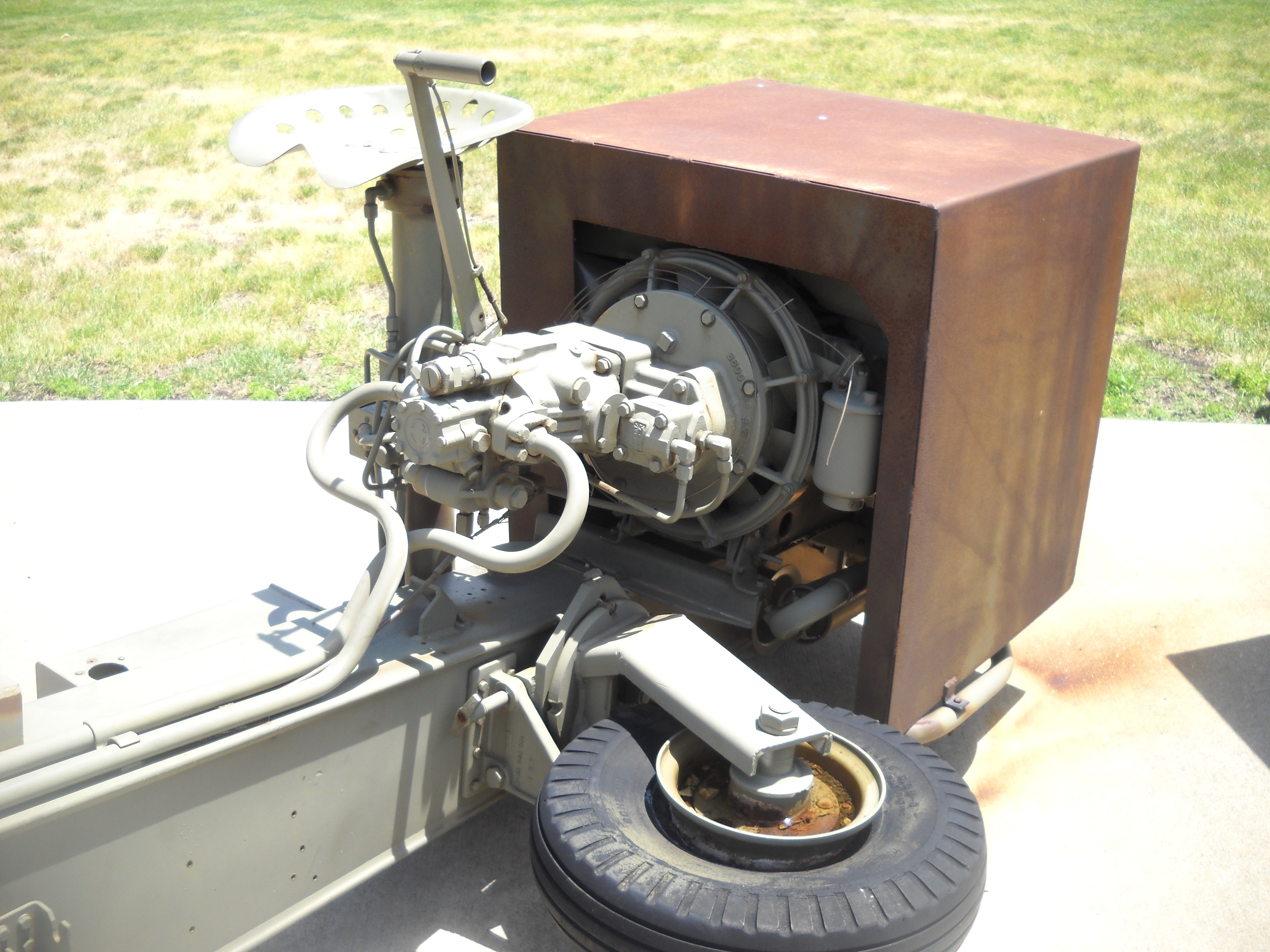
岩石岛兵工厂博物馆的中型辅助推进的XM123型155毫米榴弹炮的座椅和动力装置。

## 自行平台
该榴弹炮实验性地安装在M5轻型坦克的加长底盘上。命名为155毫米T64式自行榴弹炮。在T64项目被放弃并转入T64E1型号项目时，基于M24霞飛坦克坦克底盘建造了一台原型车。这最终被采用为M41自行榴弹炮并在朝鲜战争中发挥作用。朝鲜战争结束后，美国陆军用封闭式炮塔的M44自行榴弹炮取代了敞开式炮塔的M41自行榴弹炮。

## 弹药
该炮的发射药为分装药包，最多可装7种不同的发射装药，从1（最小）到7（最大）。
| 发射药     |                     |                                     |
| 型号       | 重量                | 药包                                |
| M3         | 2.69（5 磅 15 oz）  | 基础装药和4个增加装药(1号至5号装药) |
| M4         | 6.29（13 磅 14 oz） | 基础装药和2个增加装药(5号至7号装药) |
| M4A1       | 6.31（13 磅 15 oz） | 基础装药和4个增加装药(3号至7号装药) |
| Mk I Dummy | 3.63（8磅）         | 基础装药和6个增加装药               |
| M2 Dummy   | 3.34（7 磅 6 oz）   | 基础装药和6个增加装药               |

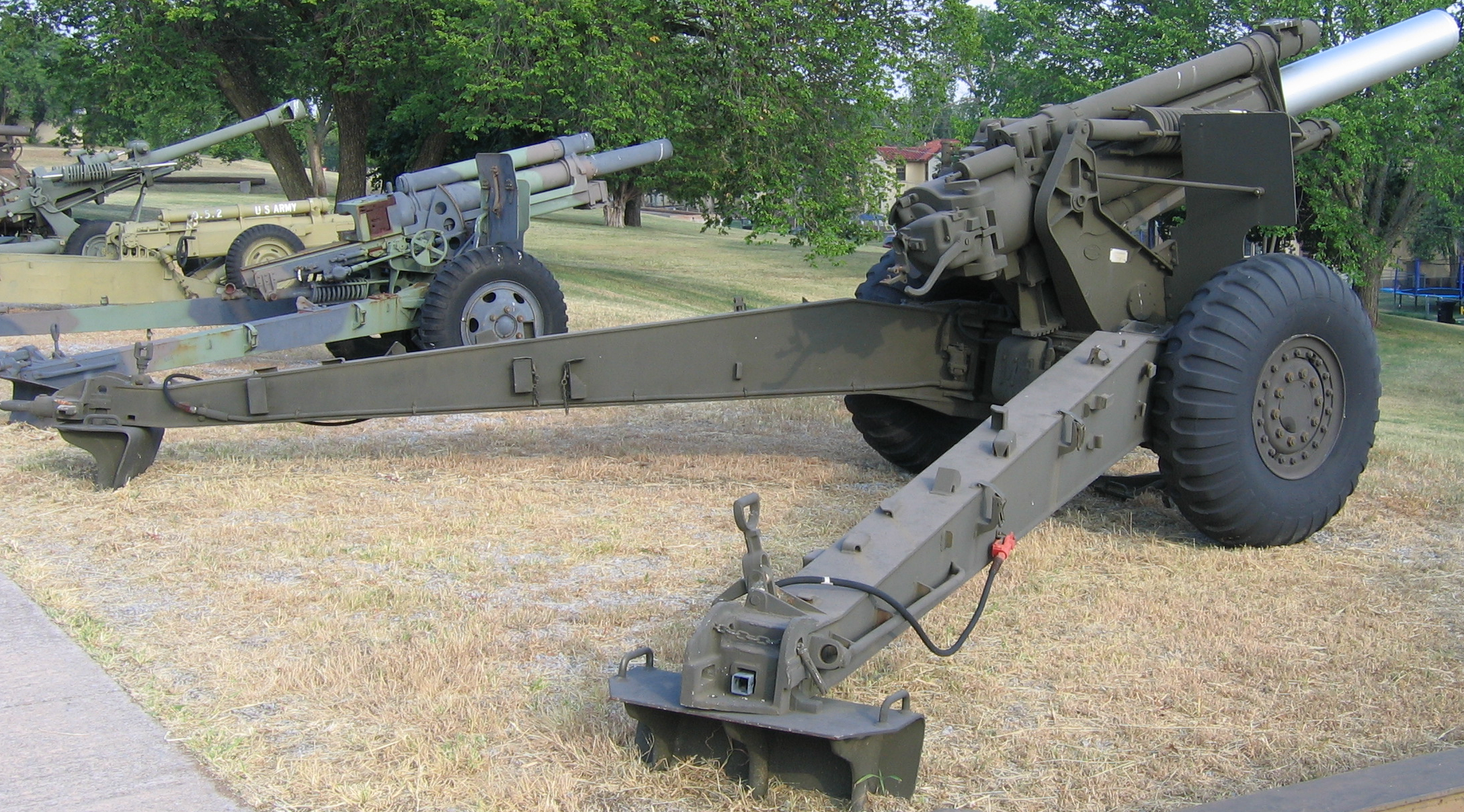
俄克拉荷马州锡尔堡的美国陆军野战炮兵博物馆的155毫米M-114榴弹炮。

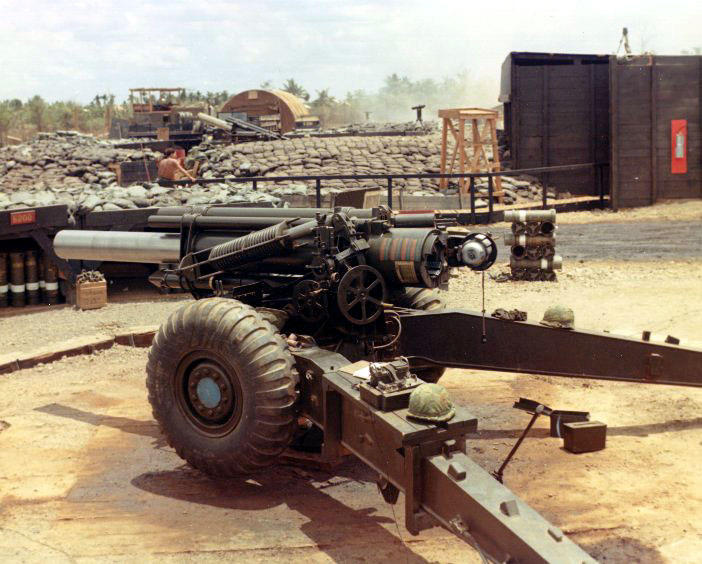
M114 155mm 榴彈砲的炮閂開啟狀態

下表中的炮口初速、射程和穿透力是针对完整M4A1发射药的全装药。
| 炮弹       |                       |                |                                               |                       |                       |
| 类别       | 型号                  | 重量           | 装填                                          | 炮口初速              | 射程                  |
| 高爆彈     | M102高爆弹            | 43.13（100磅） | TNT, 7.06（15 磅 9 oz）                       |                       |                       |
| 高爆彈     | M107高爆弹            | 43（90磅）     | TNT, 6.86（15 磅 2 oz）                       | 564 m/s（1,850 ft/s） | 14,955米（16,355 yd） |
| 煙幕彈     | FS M105 Shell         | 45.14（100磅） | 氯磺酸中的三氧化硫, 7.67（16 磅 15 oz）       |                       |                       |
| 煙幕彈     | WP M105 Shell         | 44.55（100磅） | 白磷弹, 7.08（15 磅 10 oz）                   |                       |                       |
| 煙幕彈     | FS M110 Shell         | 45.45（100磅） | 氯磺酸中的三氧化硫, 7.67（16 磅 15 oz）       |                       |                       |
| 煙幕彈     | WP M110 Shell         | 44.63（100磅） | 白磷弹, 7.08（15 磅 10 oz）                   |                       |                       |
| 彩色煙幕彈 | BE M116 Shell         | 39.21（90磅）  | 混合烟幕制剂, 7.8（17 磅 3 oz）               |                       |                       |
| 煙幕彈     | HC BE M116 Shell      | 43.14（100磅） | 氯化锌, 11.7（25 磅 13 oz）                   | 564 m/s（1,850 ft/s） | 14,955米（16,355 yd） |
| 生化彈     | CNS M110 Shell        | 44.05（100磅） | 2-氯苯乙酮, 6.26（13 磅 13 oz）               |                       |                       |
| 生化彈     | H M110 Shell          | 43.09（90磅）  | 芥子气, 5.02（11 磅 1 oz）                    | 564 m/s（1,850 ft/s） | 14,972米（16,374 yd） |
| 核炮彈     | W48_(核砲彈)          | 54（100磅）    | Nuclear, 72 tonne of TNT（300 GJ） equivalent | 564 m/s（1,850 ft/s） | 14,972米（16,374 yd） |
| 照明彈     | M118照明弹            | 46.77（100磅） | Illuminant candles, 4.02（8 磅 14 oz）        |                       |                       |
| 训练弹     | Dummy Mk I Projectile |                | -                                             | -                     | -                     |
| 训练弹     | Dummy M7 Projectile   | 43.09（90磅）  | -                                             | -                     | -                     |

| 穿混凝土炮弹，穿深 毫米                  |                       |                      |                     |                      |
| 弹药 \ 距离                              | 0                     | 914米（1,000 yd）    | 2,743米（3,000 yd） | 4,572米（5,000 yd）  |
| HE M107 Shell (着角 0°)                  | 884 mm（2英尺11英寸） | 792 mm（2英尺7英寸） | 610 mm（2英尺）     | 488 mm（1英尺7英寸） |
| 在各国采用不同测试方法，因此不可直接比较 |                       |                      |                     |                      |

## 使用國家

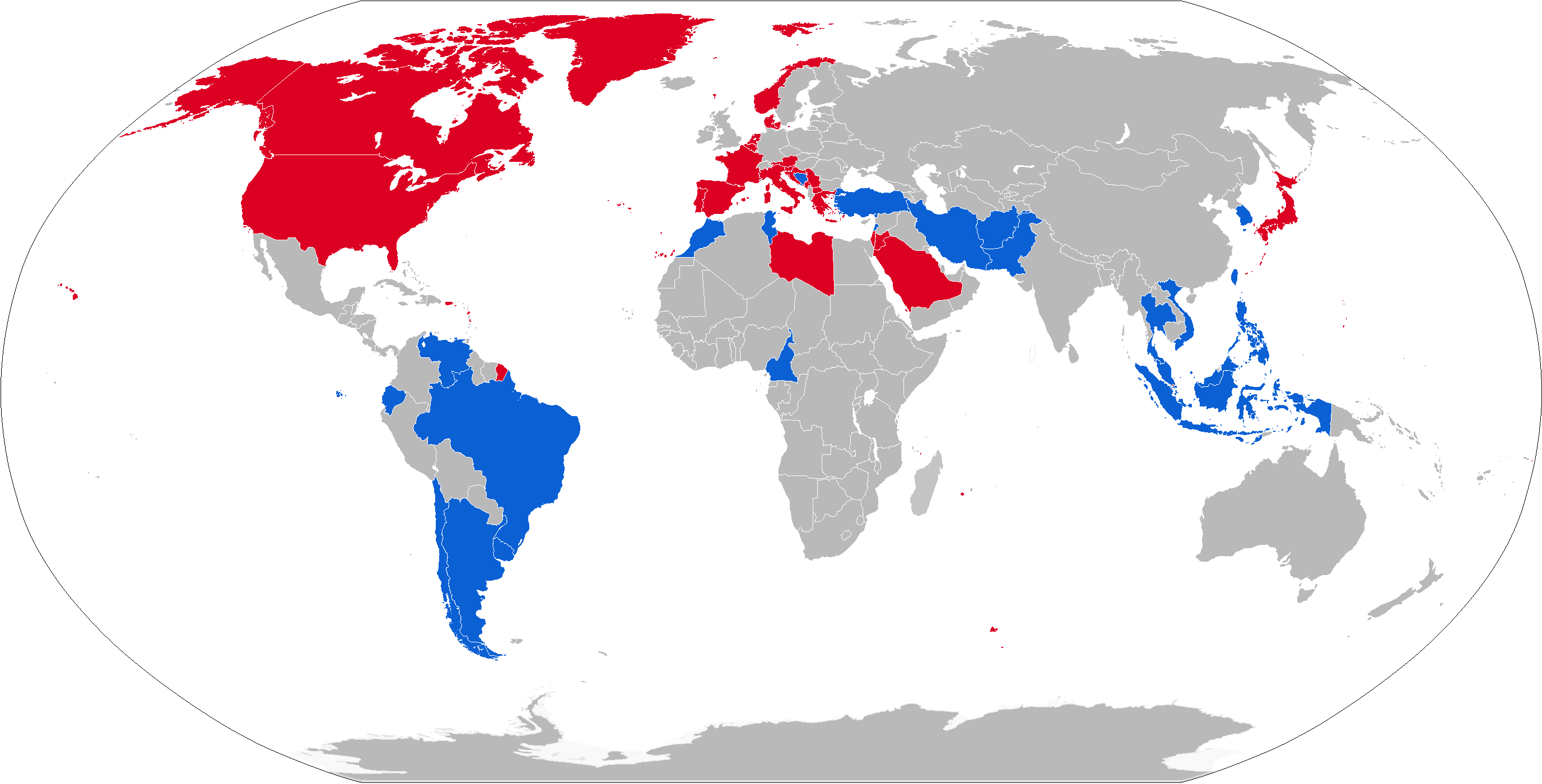
M114当前使用國家为蓝色，前使用國家为红色。

### 当前使用國家
- 阿富汗: 24 截至2016年[10][已过时]
- 阿根廷: 6 截至2016年[11]
- 巴西: 95 in the Army and 8 with the Marines 截至2016年[12]
- : 12 截至2016年[13]
- 薩爾瓦多: 6
- 伊朗: 70 截至2016年[14]
- 约旦: 18 截至2016年[15]
- : 12 截至2016年[16]
- 黎巴嫩: 18 截至2016年[17]
- 利比亞: donated by Turkey in 2020[18]
- 墨西哥[19]
- 摩洛哥: 20 截至2016年[20]
- 緬甸 : 100 in service[21]
- 巴基斯坦: 144  巴基斯坦陸軍.[22][23]
- 秘魯: 36 截至2021年[24]
- 菲律賓: 12 as of 2022[25]
- 葡萄牙: 24 截至2016年[26]
- 沙烏地阿拉伯: 50 截至2016年[27]
- : 1951年9月大韓民國國軍开始装备。朝鲜战争结束时拥有294门。1970年代仿制为KM114型榴弹炮。[1]
- 苏丹: 12 截至2016年[28]
- 土耳其控制的叙利亚国民军: 2020年土耳其赠送[18]
- 中華民國: 750 截至2016年[29]。仿制生产T-65榴彈炮。[30]
- 泰國: 48 截至2016年,[31] In reserve
- 突尼西亞: 12 截至2016年[32]
- 土耳其: 517 截至2016年[33]
- 乌克兰: 2024年3月希腊援助70门
- 乌拉圭: 8 截至2016年[34]
- 委內瑞拉: 12 截至2016年[35]
- 越南[36]

### 前使用國家
- 奥地利[來源請求]
- 比利时
- 高棉共和國
- 加拿大
- 丹麦[37]
- 法國
- 希腊: 共271门，2012年退役
- 以色列
- 義大利[37]
- 日本
- 挪威[37]
- 荷蘭[37]
- 新加坡
- 越南共和国
- 西班牙[37]
- 美国[37]
- 南斯拉夫
- 中华人民共和国 抗美援朝战争第一次战役和第二次战役战场缴获后装备炮兵第2师（摩托化榴弹炮兵师，师长朱光）第30团（副团长段道令）。[38]4个炮兵连16门该型榴弹炮参加上甘岭战役。[39]第二营第5连荣立集体一等功被授予“上甘岭功臣连”荣誉称号。[40]该炮现存中国人民革命军事博物馆负一层火炮展区。